# تياغو غوميز (لاعب كرة قدم مواليد 1982)
تياغو غوميز (بالبرتغالية: Thiago Gomes‏) هو لاعب كرة قدم برازيلي في مركز الدفاع، ولد في 17 فبراير 1982 في ساو باولو في البرازيل. لعب مع جمعية بورتوغيزا الرياضية ونادي الوحدة ونادي إيتوانو ونادي بالميراس ونادي سي آر بي ونادي فيتوريا.

## وصلات خارجية
- تياغو غوميز (لاعب كرة قدم مواليد 1982) على موقع قاعدة بيانات كرة القدم.إي يو (الإنجليزية)
- تياغو غوميز (لاعب كرة قدم مواليد 1982) على موقع Soccerway.com (الإنجليزية)